# Dulcie King
Dulcie Irene King (* 31. Januar 1933; † 15. April 2015) war eine australische Badmintonspielerin. 

## Karriere
Dulcie King wurde 1964 erstmals nationale Meisterin in Australien. Zwei weitere Titelgewinne folgten 1965 und 1966. An der Whyte Trophy nahm sie 1963 und 1965 teil.